# Nokia Asha 311
El Nokia Asha 311 es un teléfono inteligente impulsado por Nokia con el sistema operativo Series 40. Fue anunciado en Bangkok por Nokia junto con otros dos teléfonos Asha: Nokia Asha 305 y 306. Sus principales características son la pantalla táctil capacitiva, recepción 3G pentaband, SIP VoIP sobre 3G y Wi-Fi y la posibilidad de jugar a Angry Birds.

## Hardware

### Procesadores
El Nokia Asha 311 es accionado por un procesador de 1 GHz y cuenta con 128 MB de RAM de baja potencia (DDR).

### Pantalla y entrada
El Nokia Asha 311 tiene una pantalla táctil de 3 pulgadas capacitiva (multipunto) con una resolución de 240 x 400 píxeles (QVGA). Según Nokia, es capaz de mostrar hasta 262 colores.
La cámara trasera tiene una gran profundidad de campo característica (sin zoom mecánico), sin flash y tiene un zoom digital 4x para vídeo y fotografía. El tamaño del sensor de la cámara trasera es de 3,2 megapíxeles (2048 x 1536 px), tiene f/2.8 de apertura y 50 cm de distancia de enfoque infinito. Es capaz de grabar vídeo de hasta 640 x 480 píxeles a 15 fps con sonido mono.

### Botones
En la parte frontal del dispositivo, solo posee dos teclas: la tecla llamar/responder y la tecla finalizar/cerrar aplicación. En el lado derecho del dispositivo están el control de volumen y el botón de bloqueo de pantalla. 

### Batería y tarjeta SIM
La duración de la batería de la BP-4U (1100 mAh), de acuerdo con Nokia, es de 7,2 horas de tiempo de conversación, de 711 a 781 horas en espera y 40 horas de reproducción de música en función del uso real.
La tarjeta SIM se encuentra debajo de la batería, a la que se puede acceder extrayendo el panel posterior del dispositivo. La ranura de la tarjeta microSDHC también se encuentra bajo la cubierta posterior (debajo de la batería). No es necesario utilizar herramientas para quitar el panel posterior.

### Almacenamiento
El teléfono dispone de 140 MB de espacio disponible interno. Se puede aumentar la capacidad de memoria a través de una ranura para tarjeta microSDHC, que soporta hasta 32 GB de almacenamiento adicional.

## Software
El Nokia Asha 311 es manejado por el sistema operativo Series 40, el cual viene con una variedad de aplicaciones:
- Web : Navegador Nokia.
- Conversaciones : Nokia Messaging Service 3.2 (mensajería instantánea y correo electrónico) y SMS , MMS.
- Redes sociales : Facebook, Twitter, Flickr y Orkut
- Medios : Cámara, fotos, reproductor de música, Nokia Music Store (en el mercado seleccionado), Flash Lite 3.0 (por YouTube video), reproductor de vídeo.
- Gestión de información personal : Calendario, Información de contacto detallada.
- Utilidades : VoIP , Notas, Calculadora, Lista de tareas, reloj alarma, grabadora de voz, cronómetro.
- Juegos : Angry Birds Lite (solo en primer nivel, los niveles adicionales se pueden comprar en la tienda de Nokia).

Además de estas aplicaciones, también hay un centro de notificaciones para redes sociales como Facebook y Twitter.
El dispositivo viene con Nokia Maps para Series 40 y permite hacer uso de la red de telefonía móvil para el posicionamiento, ya que no hay GPS en el teléfono. Nokia Maps para Series 40 no ofrece navegación guiada por voz y sólo permite la ruta básica (<10 km) para crear un plan. El software proporcionará instrucciones paso a paso; permite al usuario ver la ruta en un mapa y la búsqueda de puntos de interés cercanos. Dependiendo de dónde el teléfono fue comprado, mapas regionales (Europa, América del Sur, etc.) están precargados y, como tal, una conexión activa a Internet para descargar datos de mapas no es necesaria.

### Interfaz de usuario
La interfaz del Nokia asha 311 se basa en tres pantallas principales: Un escritorio donde el usuario puede añadir sus aplicaciones y contactos favoritos, El menú principal de aplicaciones y una tercera pantalla para abrir automáticamente una de estas tres aplicaciones: Radio, música o marcador (es a elección del usuario)
Para navegar en la interfaz de usuario hay que deslizar horizontalmente el dedo y así se pasa de una pantalla a otra. También al deslizar el dedo de arriba hacia abajo se despliega una barra de notificaciones, desde la cual podemos enviar mensajes, llamar y escuchar música. También podemos revisar la conexión Wifi, activar o desactivar el Bluetooth y revisar si tenemos mensajes o llamadas perdidas.